# Congrés d'Història de la Corona d'Aragó
Congrés d'Història de la Corona d'Aragó (CHCA) és la reunió científica més important i amb més prestigi sobre els estudis de la Corona d'Aragó. Va ser fundat a Barcelona durant el 1908, continuant la seva tasca amb algunes interrupcions fins a l'actualitat. En total, hi ha hagut dinou edicions del CHCA, caracteritzant-se totes aquestes per la participació d'investigadors de tots els camps de les humanitats (historiadors, historiadors de l'art, filòsofs, antropólegs, arqueólegs, filólegs i musicòlegs) i pel seu caràcter internacional.

## Història
En 1908, amb la celebració a Montpeller del 700 aniversari del naixement de Jaume I el Conqueridor, va sorgir la iniciativa a Barcelona de celebrar un congrés d'història sobre la Corona d'Aragó que reunís erudits de tots els territoris de l'antic regne. Aquesta idea va donar com a resultat el naixement i la formació del que sería el Congrés d'Història de la Corona d'Aragó.
Els congressos es van realitzar ininterrumpidament fins al 1923, any en què es van paralitzar degut a la inestabilitat política i la repressió cultural derivada de la instauració de la dictadura de Primo de Rivera. Una vegada passada la Guerra Civil Espanyola i la postguerra, els congressos no es van tornar a realitzar fins al 1955, gràcies a l'auspici de la Institució «Fernando el Católico» de Saragossa que va tornar a emprendre la iniciativa, la qual es mantindrà fins a l'actualitat. Aquests es van caracteritzar per mantindre el català com a llengua cooficial del congrés i per respetar la numeració original, sent una acció agosarada considerant els problemes polítics que podria comportar durant la dictadura de Francisco Franco la qüestió del català.

## Congressos
- I Congrés. Barcelona, 1908. Jaume I i la seva època.
- II Congrés. Osca, 1920. El siglo XII.
- III Congrés. València, 1923. El període comprès entre la mort de Jaume I i la proclamació de Ferran d'Antequera.
- IV Congrés. Palma, 1955. Ferran I d'Antequera i Alfons el Magnànim.
- V Congrés. Saragossa, 1955. Fernando el Católico.
- VI Congrés. Cagliari, 1957. Relaciones económicas y comerciales en el Mediterráneo del siglo XII al XVI.
- VII Congrés. Barcelona, 1962. Jerónimo Zurita. La seva obra i l'estat general de la investigació històrica.
- VIII Congrés. València, 1967. La Corona d'Aragó en el segle xiv.
- IX Congrés. Nàpols, 1973. La corona d'Aragona e il Mediterraneo: aspetti e problemi comuni, da Alfonso il Magnanimo a Ferdinando il Cattolico (1416-1516).
- X Congrés. Saragossa, 1976. Jaime I y su época.
- XI Congrés. Palerm, 1982. La società mediterranea all'epoca del Vespro.
- XII Congrés. Montpeller, 1985. Historiographie de la Couronne d'Aragon.
- XIII Congrés. Palma, 1987. La Corona d'Aragó i l'Atlàntic.
- XIV Congrés. Sassari-Alguer, 1990. La corona d'Aragona in Italia (secc. XIII-XVIII).
- XV Congrés. Jaca, 1993. El poder real en la Corona de Aragón.
- XVI Congrés. Nàpols, 1997. La corona d'Aragona ai tempi di Alfonso il Magnanimo.
- XVII Congrés. Barcelona-Lleida, 2000. El món urbà a la Corona d'Aragó del 1137 als decrets de Nova Planta.
- XVIII Congrés. València, 2004. La Mediterrània de la Corona d'Aragó. Segles XIII-XVI. VII centenari de la sentència arbitral de Torrellas. 1304-2004.
- XIX Congrés. Casp, Alcanyís i Saragossa, 2012. El Compromiso de Caspe (1412), Cambios Dinásticos y Constitucionalismo en la Corona de Aragón.